# Hoplostelis bilineolata
Hoplostelis bilineolata är en biart som först beskrevs av Maximilian Spinola 1841.  Hoplostelis bilineolata ingår i släktet Hoplostelis och familjen buksamlarbin. Inga underarter finns listade i Catalogue of Life.